# Abellerol gorja-roig
L'abellerol gorja-roig (Merops bulocki) és una espècie d'ocell de la família dels meròpids (Meropidae), que habita sabanes i boscos clars del Senegal, Gàmbia, sud de Mauritània i de Mali, Burkina Faso, Guinea Bissau, Guinea, Costa d'Ivori, Ghana, Togo, Benín, sud de Nigèria i de Níger, Camerun central, República Centreafricana, sud de Txad, el Sudan del Sud, oest d'Etiòpia, i nord-oest d'Uganda.